# Archive for Rational Mechanics and Analysis
Archive for Rational Mechanics and Analysis (abrégé en Arch. Ration. Mech. Anal.) est une revue scientifique à comité de lecture qui se consacre à la recherche dans les domaines de la mécanique sous son aspect de science déductive, et les mathématiques. Elle a été fondée en 1957 par Clifford Truesdell lorsqu'il a quitté l'université de l'Indiana pour aller à l'université Johns-Hopkins et perdu le contrôle du journal qu'il avait créé quelques années auparavant, le Journal of Rational Mechanics and Analysis (aujourd'hui : Indiana University Mathematics Journal (en)). La revue est éditée par Springer Verlag.
D'après le Journal Citation Reports, le facteur d'impact de ce journal est de 2,93 en 2020. Actuellement, la direction éditoriale est assurée par Felix Otto et Vladimír Šverák.